# Ryszard Kasyna
Ryszard Kasyna (ur. 28 września 1957 w Nowym Stawie) – polski duchowny rzymskokatolicki, doktor obojga praw, biskup pomocniczy gdański w latach 2005–2012, biskup diecezjalny pelpliński od 2012.

## Życiorys
Urodził się 28 września 1957 w  Nowym Stawie. Ukończył I Liceum Ogólnokształcące im. Henryka Sienkiewicza w Malborku. Po egzaminie dojrzałości odbył studia w Biskupim Seminarium Duchownym w Gdańsku. Święceń prezbiteratu udzielił mu 24 stycznia 1982 w katedrze oliwskiej biskup diecezjalny gdański Lech Kaczmarek. W latach 1985–1991 odbył studia specjalistyczne na Papieskim Uniwersytecie Laterańskim w Rzymie, które ukończył doktoratem na podstawie dysertacji dotyczącej odpustów w nowym prawodawstwie kanonicznym. W 1992 został absolwentem Studium Roty Rzymskiej.
W latach 1982–1985 pracował jako wikariusz w parafii przy bazylice Mariackiej w Gdańsku. Po powrocie do kraju ze studiów związał się z Gdańskim Trybunałem Metropolitalnym. W 1993 został jego wiceoficjałem, a w 1996 oficjałem. W seminarium duchownym w Gdańsku i w instytutach teologicznych prowadził wykłady z prawa. Wszedł w skład kolegium konsultorów i rady kapłańskiej archidiecezji gdańskiej. Pełnił funkcję duszpasterza prawników. Został również adwokatem Roty Rzymskiej. W 1998 otrzymał godność kanonika gremialnego Kapituły Archikatedralnej Gdańskiej, a w 2001 kapelana Jego Świątobliwości.
24 stycznia 2005 papież Jan Paweł II mianował go biskupem pomocniczym archidiecezji gdańskiej ze stolicą tytularną Dices. Święcenia biskupie otrzymał 2 kwietnia 2005 w bazylice Mariackiej w Gdańsku. Konsekrował go arcybiskup Józef Kowalczyk, nuncjusz apostolski w Polsce, w asyście Tadeusza Gocłowskiego, arcybiskupa metropolity gdańskiego, i Piotra Libery, biskupa pomocniczego katowickiego i sekretarza generalnego Konferencji Episkopatu Polski. Jako zawołanie biskupie przyjął słowa „In veritate et caritate” (W prawdzie i w miłości). W archidiecezji gdańskiej pełnił funkcję wikariusza generalnego. W listopadzie 2005 został mianowany prepozytem Kapituły Archikatedralnej Gdańskiej.
27 października 2012 papież Benedykt XVI przeniósł go na urząd biskupa diecezjalnego diecezji pelplińskiej. 1 grudnia 2012 kanonicznie objął diecezję, natomiast 8 grudnia 2012 odbył ingres do katedry w Pelplinie.
W strukturach Konferencji Episkopatu Polski został delegatem ds. Duszpasterstwa Ludzi Morza, a także członkiem Komisji Duchowieństwa, Komisji Mieszanej Biskupi – Wyżsi Przełożeni Zakonni i Rady Prawnej. 25 stycznia 2010 papież Benedykt XVI mianował go członkiem Najwyższego Trybunału Sygnatury Apostolskiej.
W 2019 konsekrował biskupa pomocniczego pelplińskiego Arkadiusza Okroja.